# 野尻湖

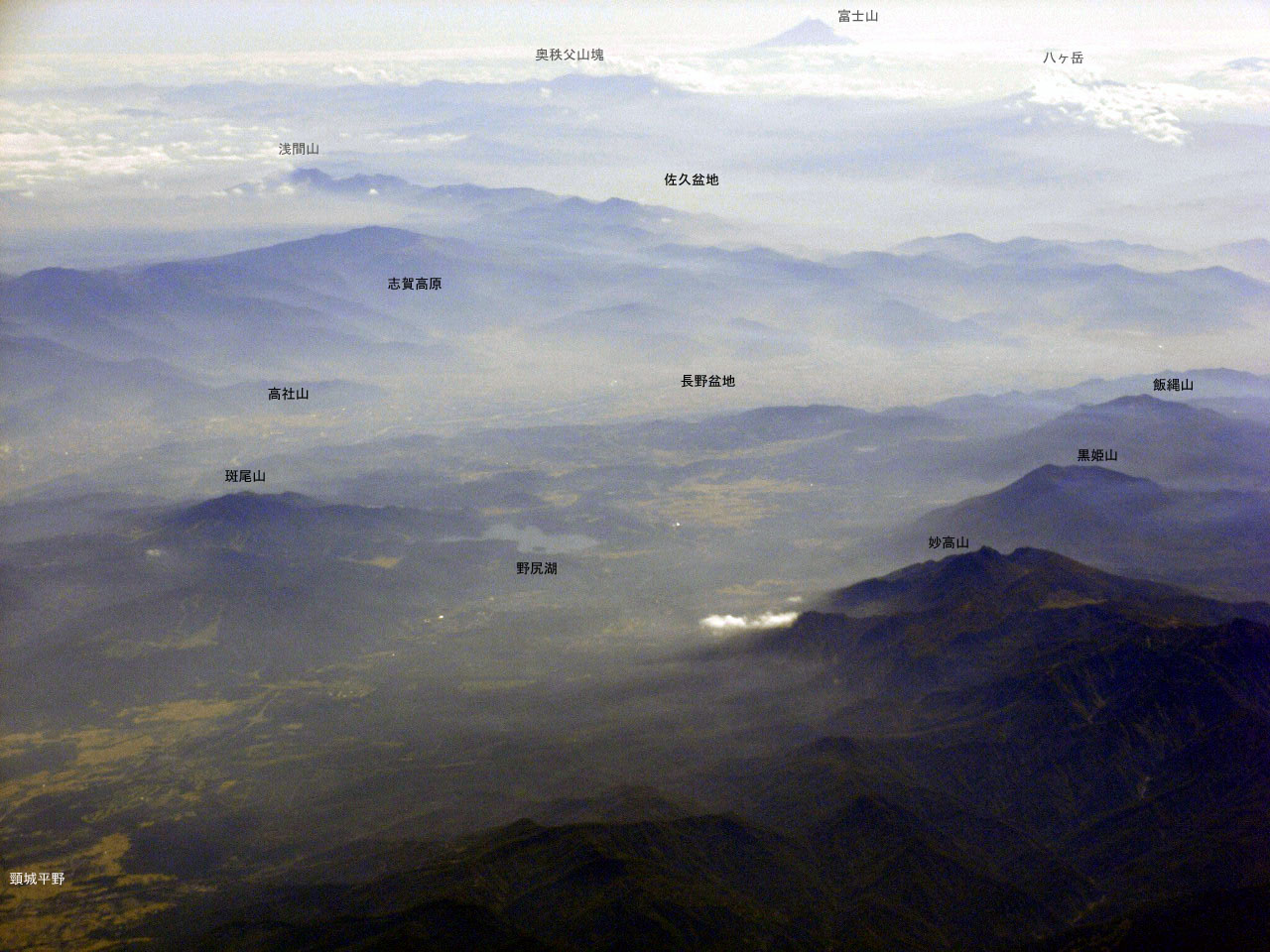
斑尾山・黒姫山間の高原に位置する野尻湖空撮

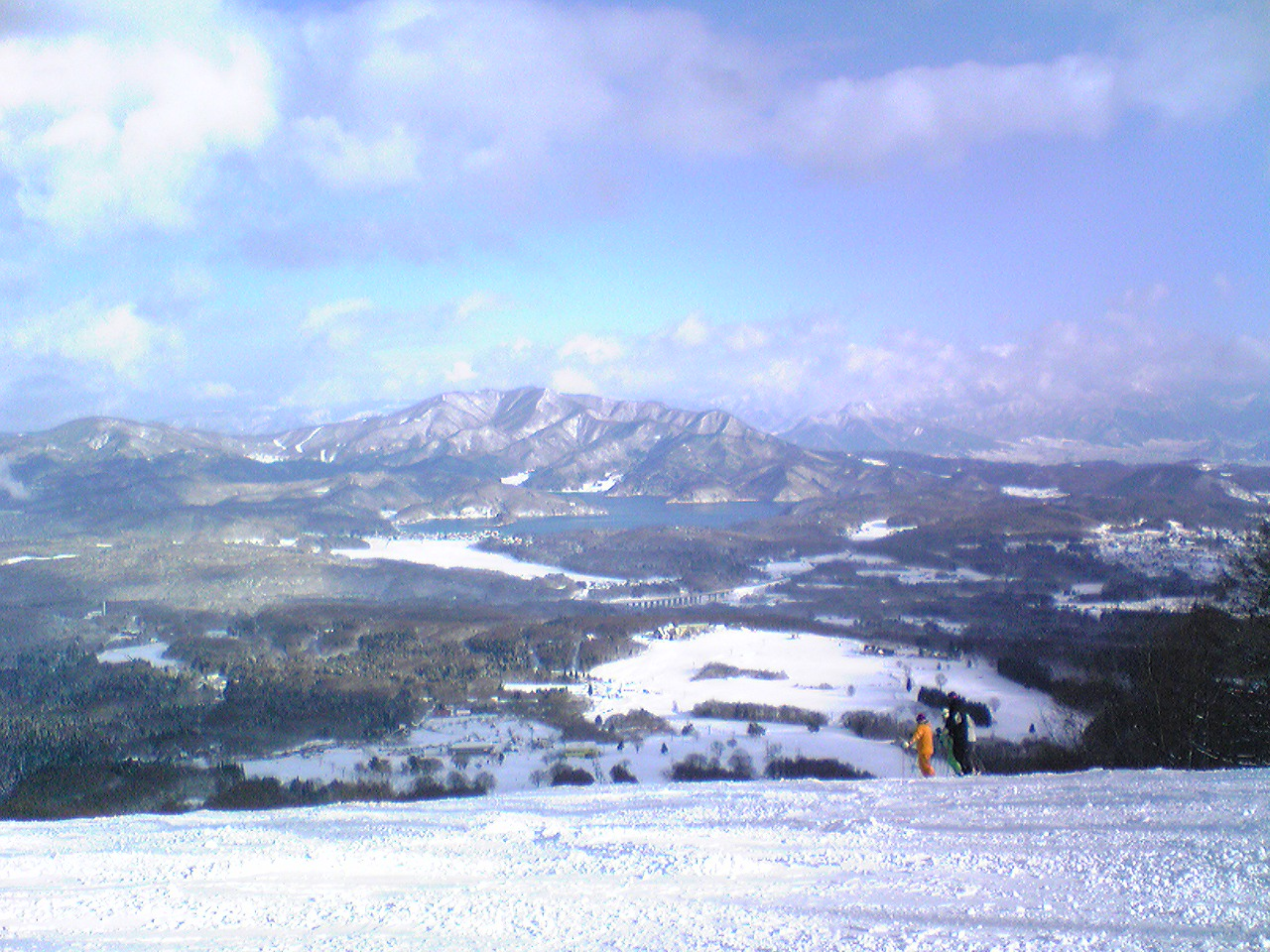
黒姫高原スノーパークからの野尻湖（後方は斑尾山）

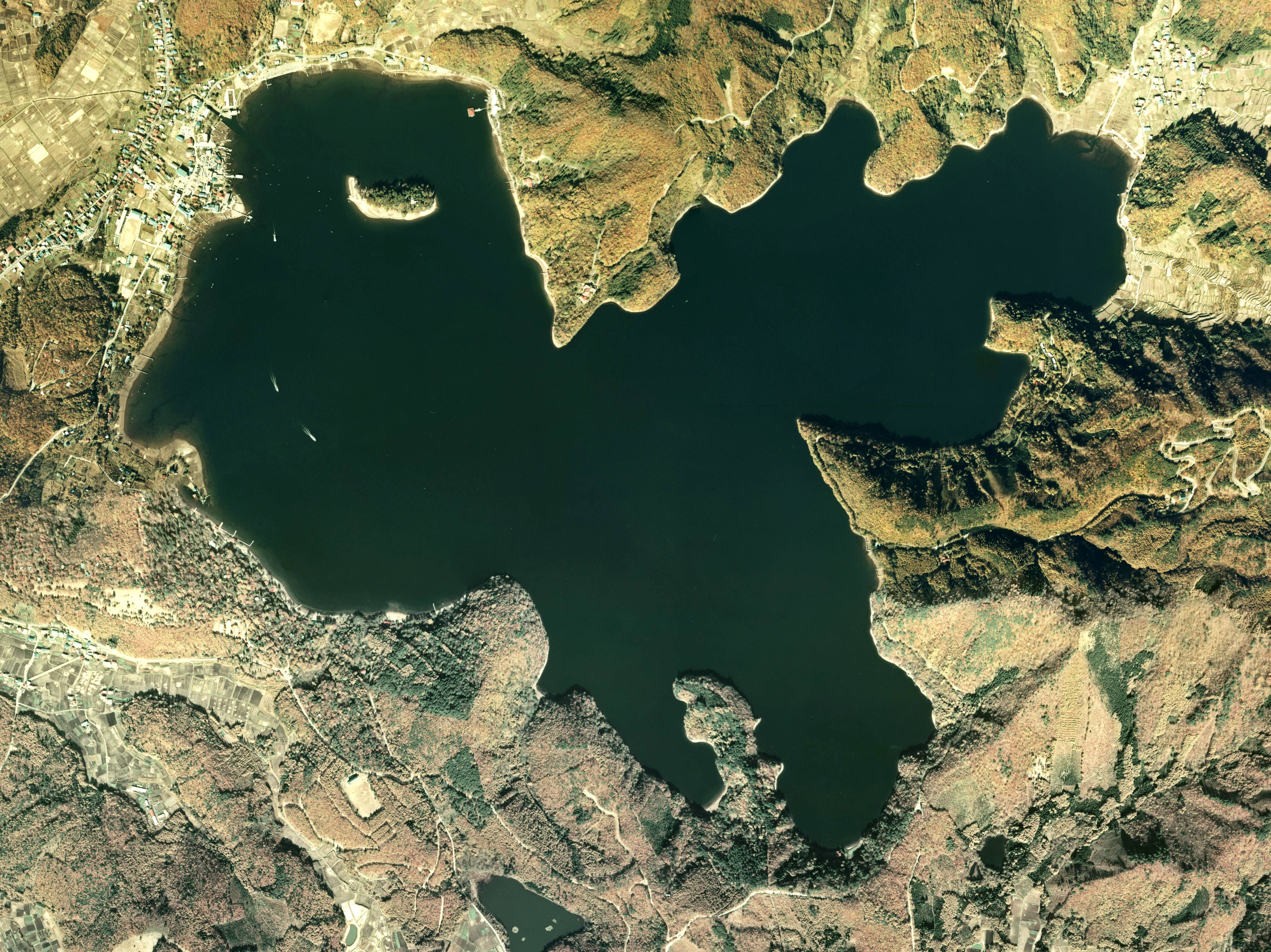
野尻湖空撮

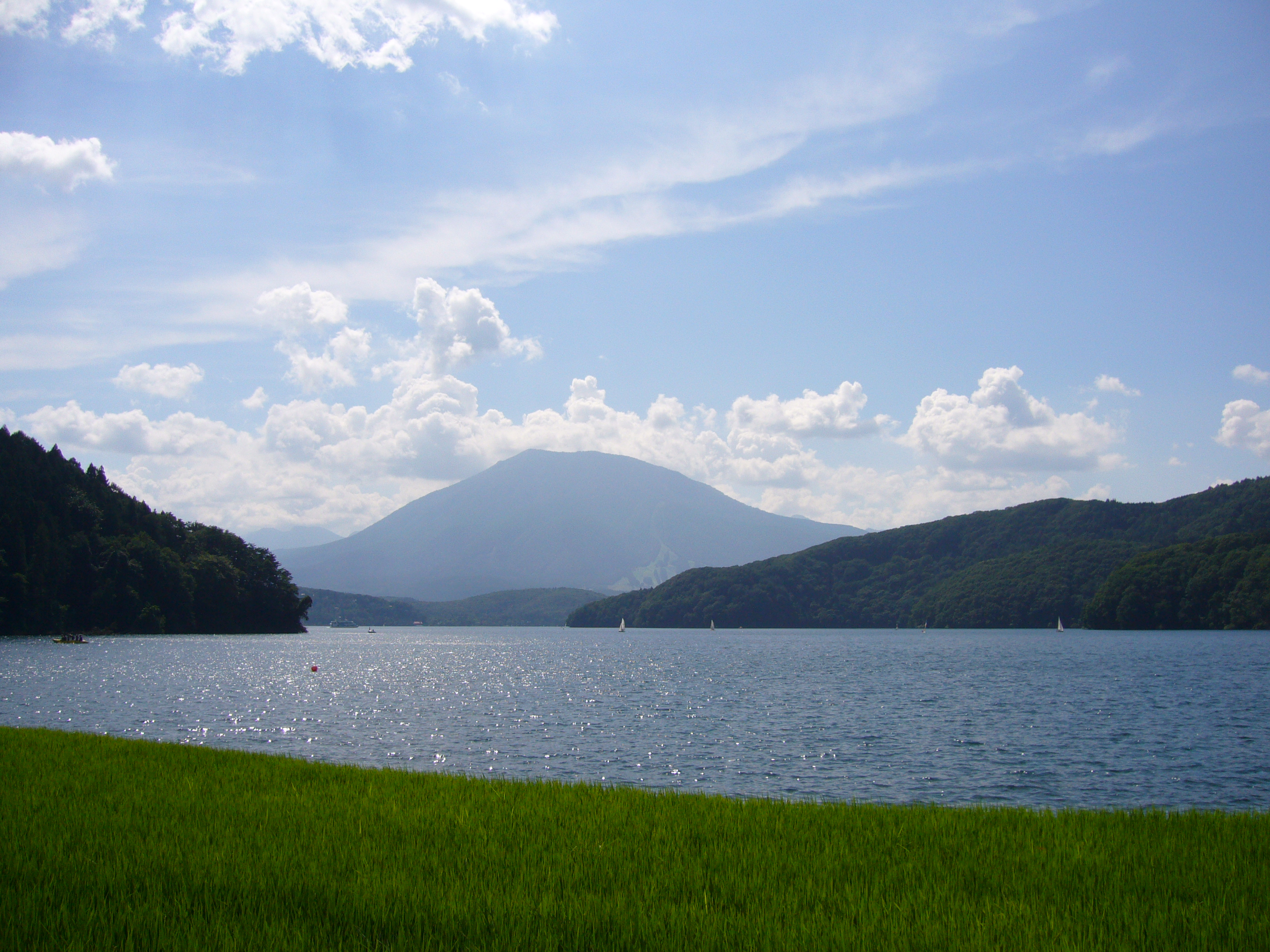
野尻湖（後方は黒姫山）

野尻湖（のじりこ）は、長野県上水内郡信濃町にある湖。古くは信濃尻湖（しなのじりこ）と呼ばれた。芙蓉湖（ふようこ）とも呼ばれる。ナウマンゾウ化石や旧石器時代の遺物が出土する湖としても知られており（野尻湖遺跡群）、発掘調査が行われている。湖沼水質保全特別措置法指定湖沼。天然湖で、妙高高原、黒姫高原とともに妙高戸隠連山国立公園に指定されている。

## 地理
東の斑尾山と西の黒姫山に挟まれた標高654メートルの高原に位置する。面積は4.56平方キロメートルで、長野県の天然湖としては諏訪湖に次いで2番目に大きい。水深は39.1メートル（2017年4月調査）あり、貯水量では諏訪湖を上回る。湖の水は池尻川を通じて流出し、関川へ合流して日本海に注ぐ。
成因には諸説が存在し、斑尾山の噴出物によってせき止められたという説と、黒姫山の噴火により発生した、池尻川泥流によりせき止められ、その後、湖の西側が隆起したと言う説がある。

## 名称
野尻湖という名称は、古く信濃尻湖と呼ばれたものが変化したものであり、また湖の形状から芙蓉湖という別名が付けられた。以下に『角川日本地名大辞典』より引用する。
1933年（昭和8年）4月付の『史蹟名勝天然紀念物調査報告 第拾四輯』に収録されている「名勝野尻湖」の項（八木貞助著）には以下のようにあるので引用する。
1937年（昭和12年）発行の『高日本風光』には芙蓉湖のほか蓮湖とも呼ばれるとあるので以下に引用する。
また、『信濃町誌』では芙蓉の「葉」に由来するとあるので当該部分を引用する。
なお、野尻湖の西には「野尻」という地名があるが、これは山に囲まれた野尻湖で唯一西側のみが開けており、そこからまず「沼尻」という地名が生まれ、やがて野尻に変化したとされる。

## 利用

### 農業
笹ヶ峰ダム（乙見湖）とともに、関川下流域に広がる農地に灌漑する農業用水の水源として利用されている。

### 漁業と魚類の変遷
約80年前にはナマズ、ギギ、ドジョウ、フナ、タナゴ、コイ、ウグイ等15種類の生息が記録されている。地元漁協は遊漁などを目的としてワカサギ、ヒメマス、ヘラブナなどを遊漁目的で放流している。
- 1900年代初頭 車軸藻類、ホシツリモ、コカナダモなど20数種類もの豊富な水草が確認されていた。
- 1978年 増え過ぎた水草が船の航行や漁業の障害になるとして、水草除去を目的に5,000匹のソウギョが放流された。3年間で水草は食べ尽くされ、ホシツリモは全滅したが、同時にエビやフナ類も激減した。
- 1980年代まで 専門漁業者による夏期のウグイ刺し網漁が行われたほか、冬季は全面結氷する年もありワカサギの穴釣りが行われたが、結氷しなくなったことから「カマボコ船」と呼ばれる船による釣りに変化した[11]。
- 1980年代後半 特定外来生物のオオクチバス、1990年代にブルーギルとコクチバスが確認された。
- 1995年 オオクチバス及びコクチバスは観光資源が少なかった地域の振興目的でルアーフィッシングの対象魚に指定され[11]、2009年4月1日からは長野県内水面漁場管理委員会指示により3年間の再放流禁止指示が解除されている[12]。
- 1996年に水草を復元をしようと長野県衛生公害研究所、野尻湖ナウマンゾウ博物館を中心に地元ボランティアが参加して活動を開始した[13]。ソウギョは野尻湖では自然繁殖しないが寿命が長く、水草の復元に対して大きな影響力を与え続けている。現在野尻湖に生息しているソウギョが放流当初の個体なのかは確認されていない。

### 水力発電
東北電力の水力発電所・池尻川発電所は、野尻湖の水を取り入れ、最大2,340キロワットの電力を発生したのち、関川に放流する。野尻湖に流入する水が少なくなる冬の間は、発電所の運転により野尻湖の水位が低下してしまう。野尻湖は関川下流域の農地を潤す水がめであるから、春先に関川を流れる豊富な雪解け水を発電所に設置されたポンプで野尻湖にくみ上げ、農業用水が必要となり始める時期を前に水位を回復させる。こうした運用ができる水力発電所を揚水発電所という。1932年（昭和7年）、東北電力の前身となった企業の一つ・中央電気の国友末蔵が、自身の経験（ヨーロッパを流れるライン川における水力発電所の視察）をもとに内務省からの助言を得つつ池尻川発電所建設計画を立案し、日本初の揚水発電所として1934年（昭和9年）に完成した。

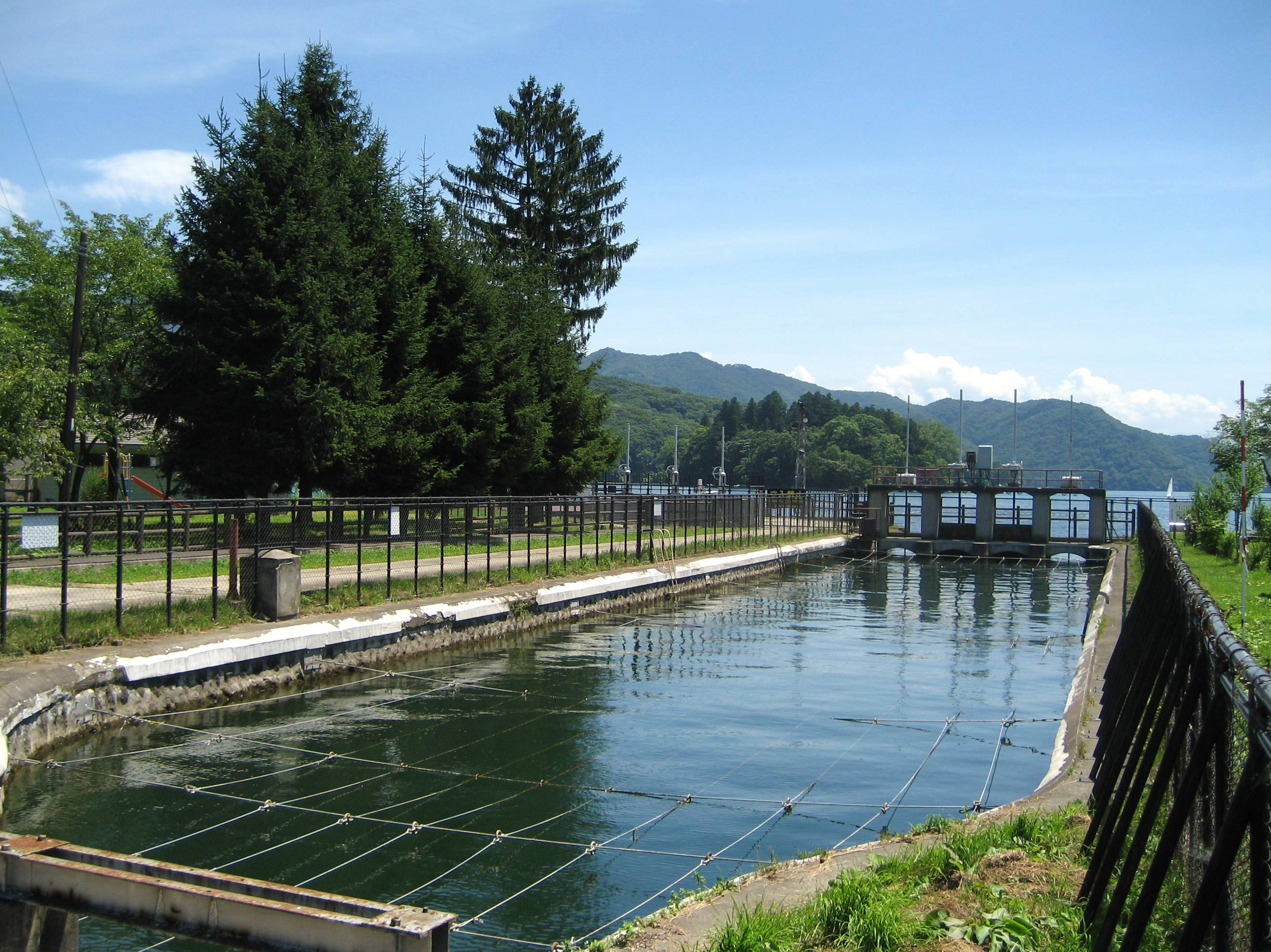
野尻湖に設けられた取水口
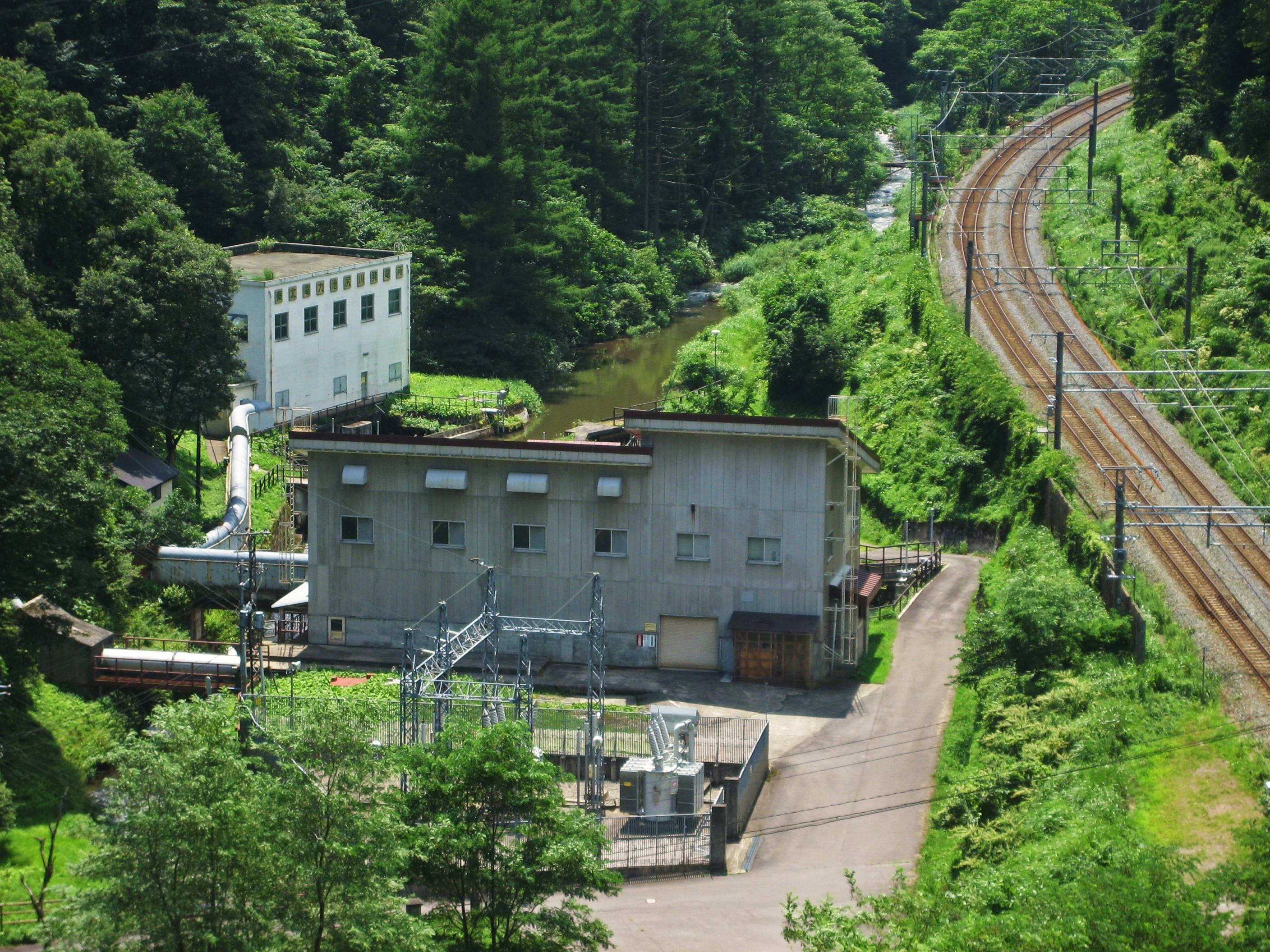
池尻川発電所
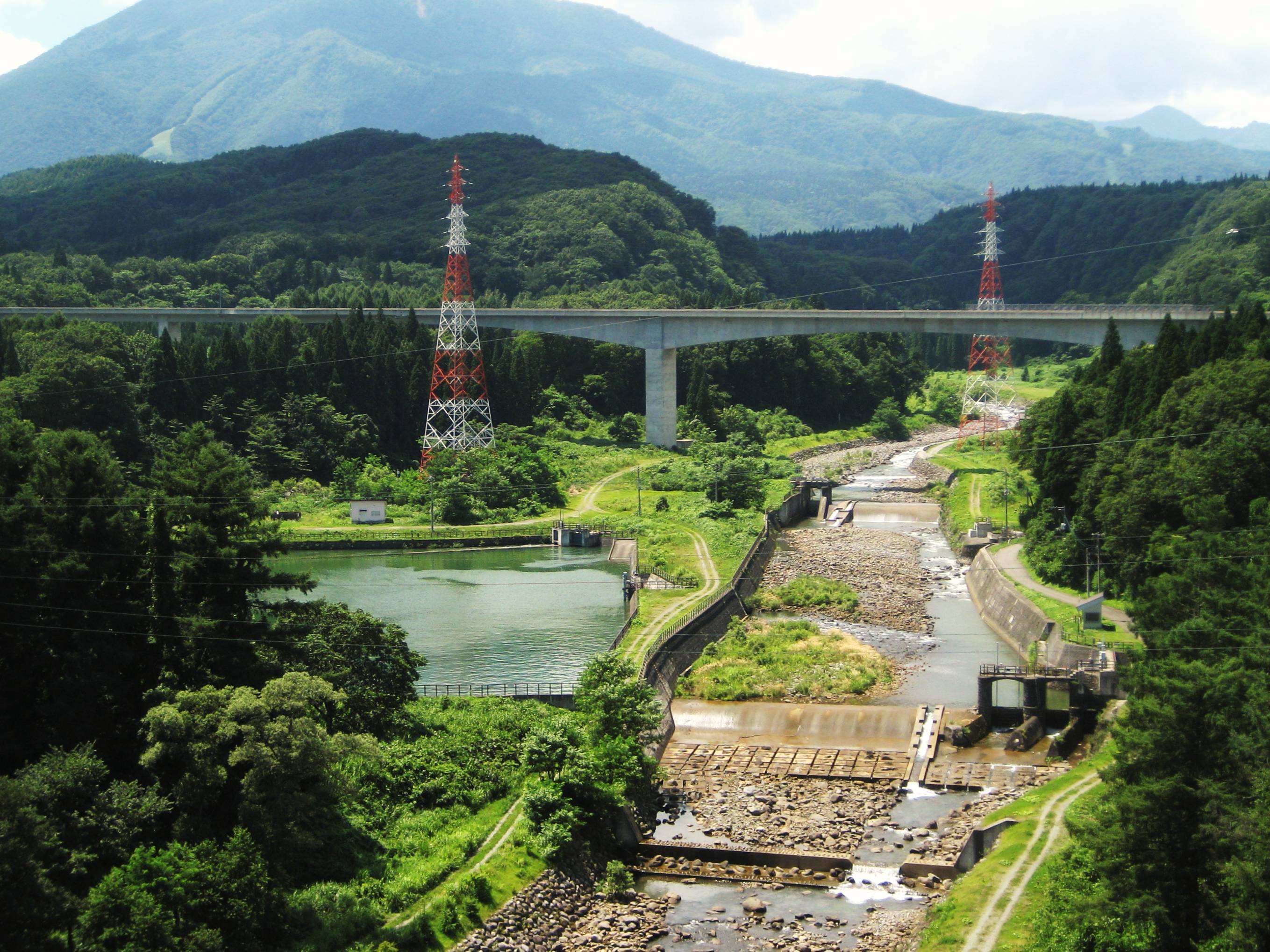
関川沿いに設けられた池尻川調整池
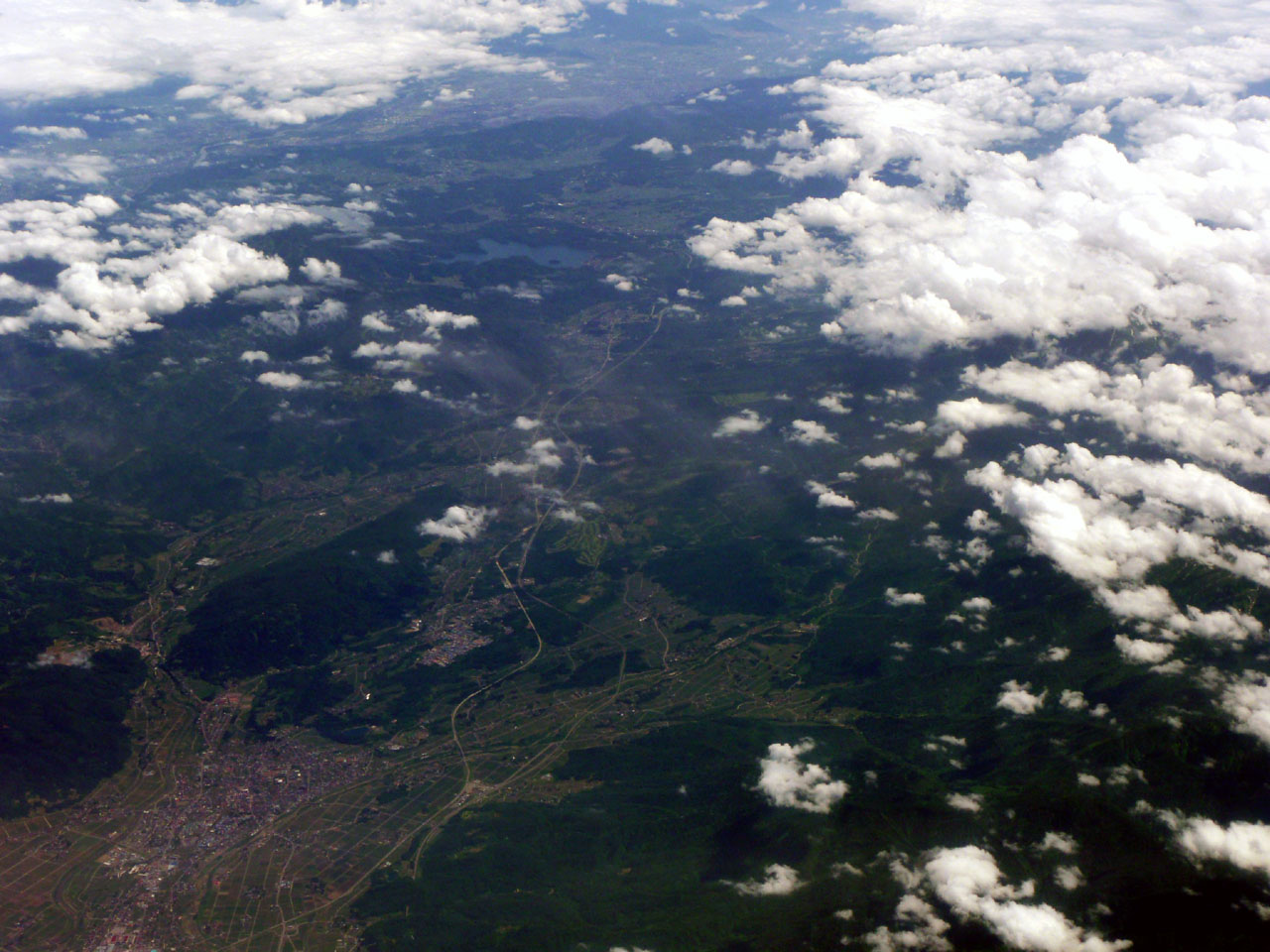
野尻湖広域空撮画像
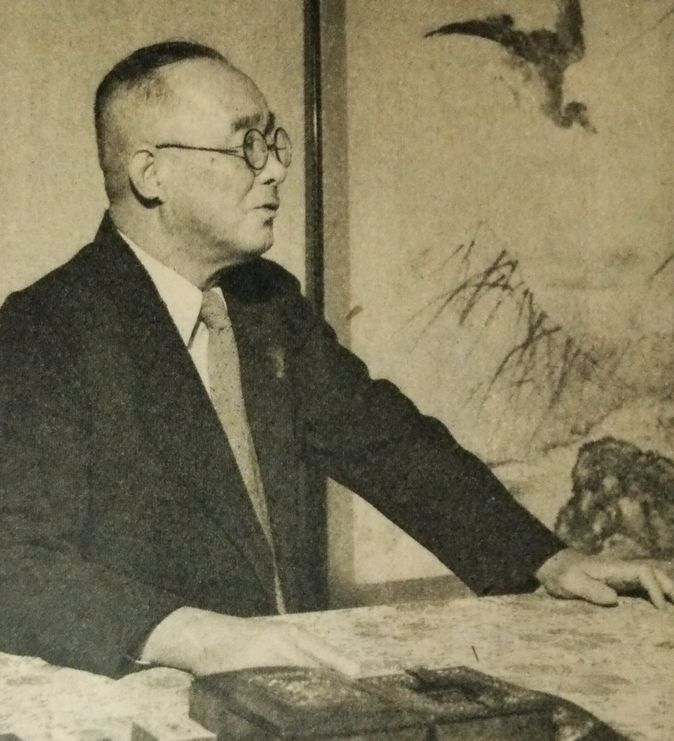
国友末蔵（1953年）

### 観光

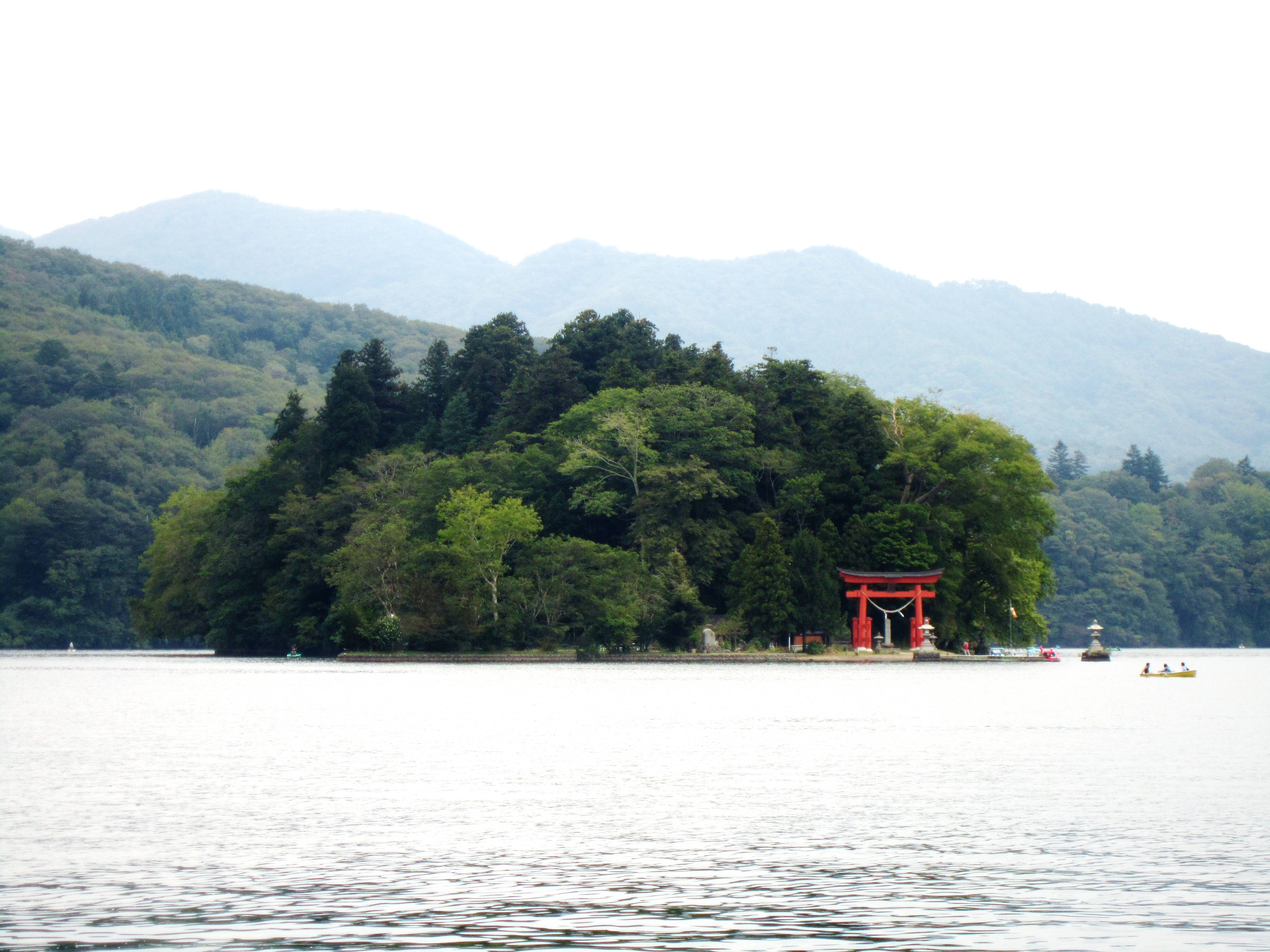
琵琶島

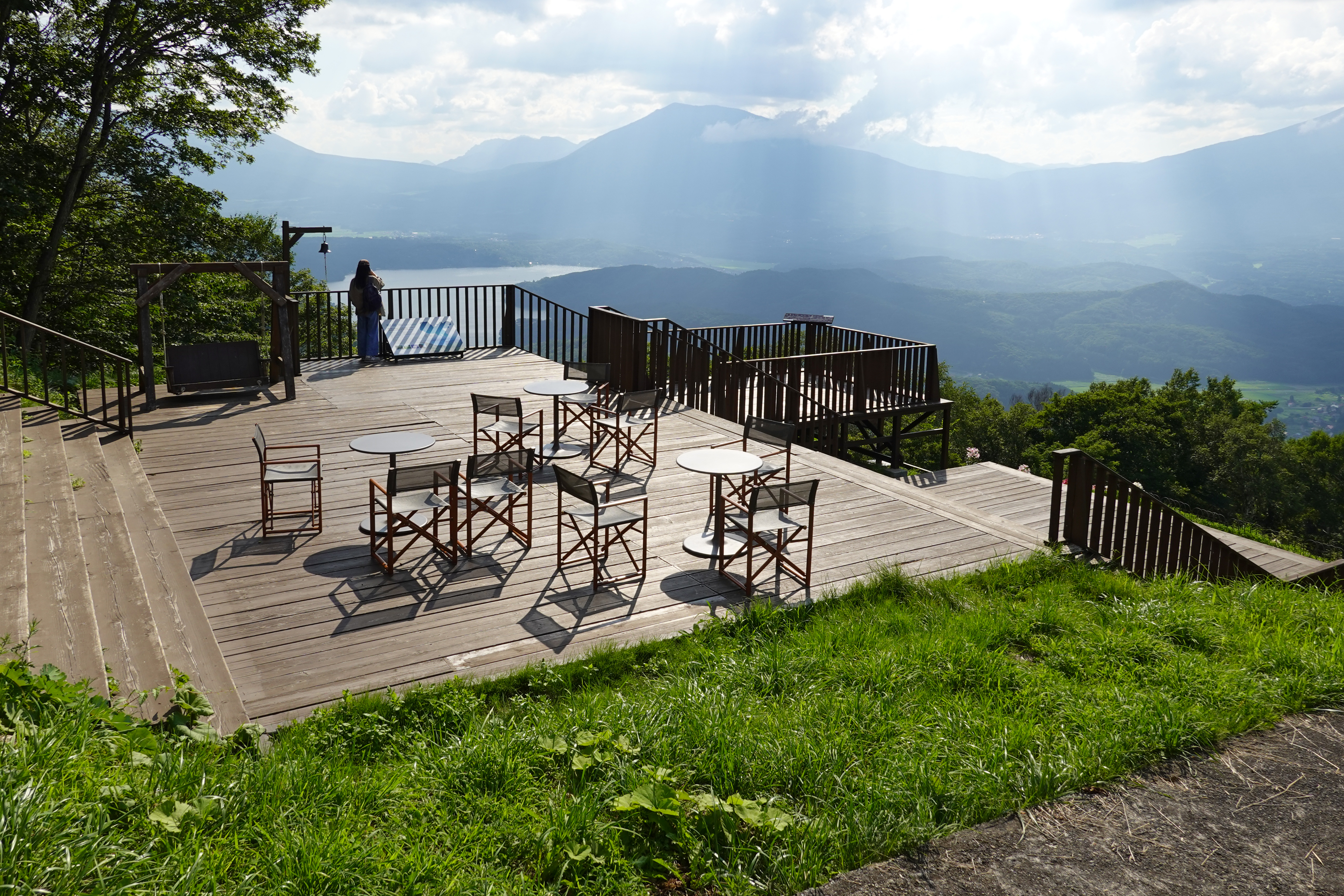
野尻湖テラス

夏季にはマリンスポーツが盛ん。他方、寒冷地にあるにもかかわらず冬季でも結氷しない湖であり、冬季には「ドーム船」と呼ばれるストーブを備えた船で行うワカサギ釣りが楽しめる。湖畔の一部に日本三大外国人避暑地の1つに数えられる神山国際村があり、大正10年（1921年）から野尻湖協会 (Nojiri Lake Association)によって管理されている。
- 観光汽船 - 野尻湖定期船会社によって3隻の遊覧船とレンタルボートが運営されており、これを利用することによって湖上に浮かぶ琵琶島[注釈 1]を訪れることが出来る。同島には、宇賀神社と戦国武将の宇佐美定満のものとされる墓が存在する。

- 野尻湖テラス - 東急リゾートにより斑尾山中腹に野尻湖を展望する施設として設けられた。

## 野尻湖遺跡群

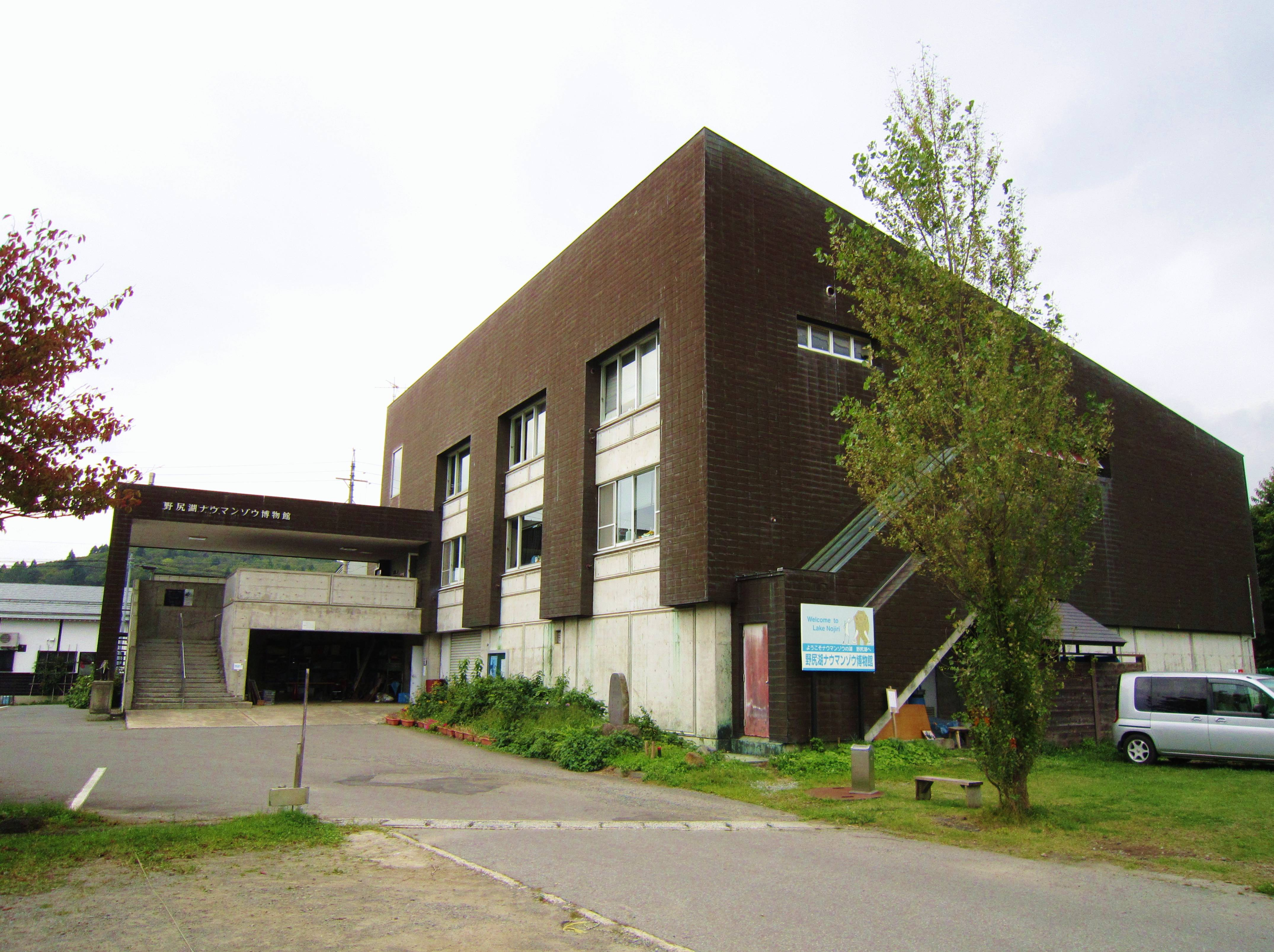
野尻湖ナウマンゾウ博物館

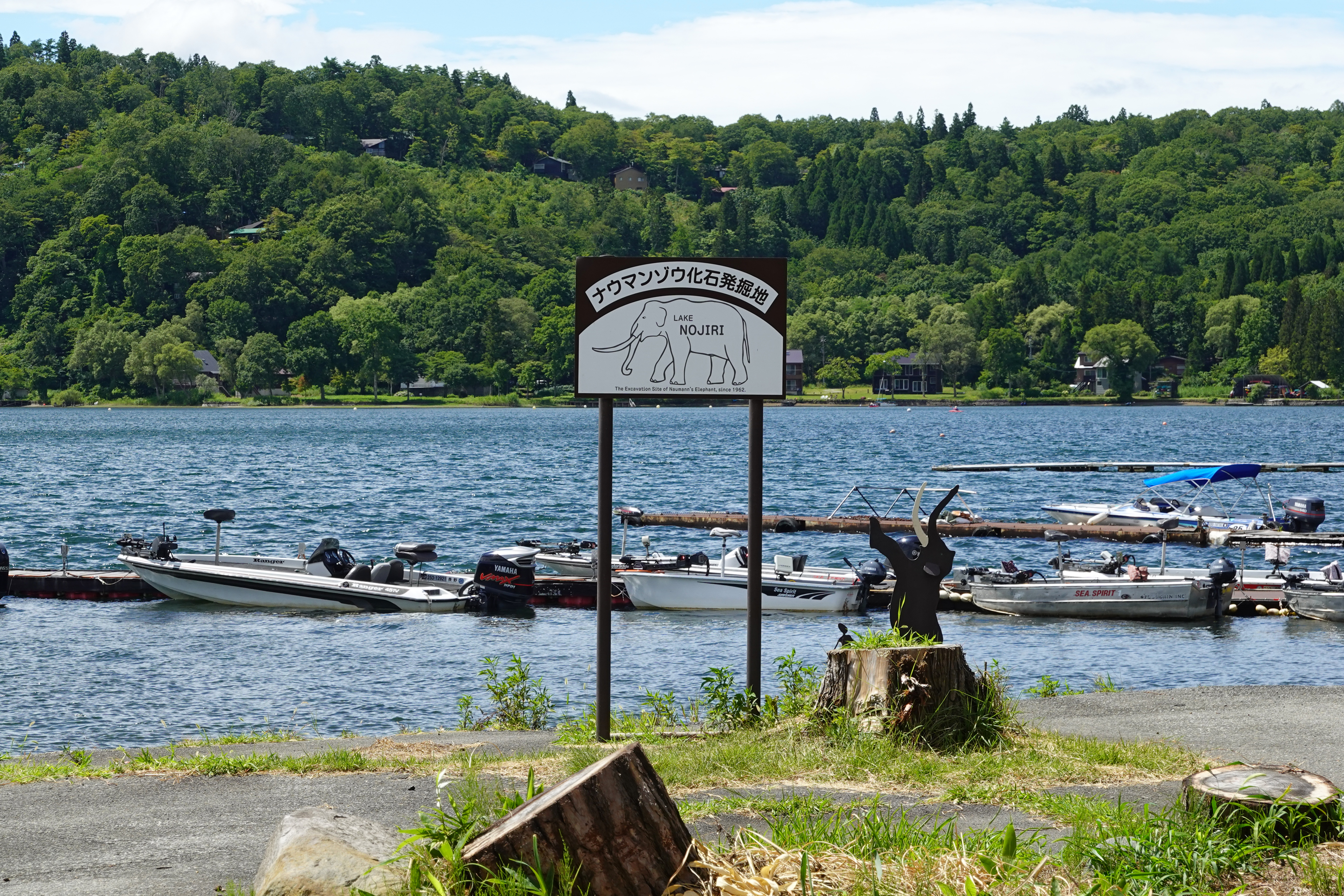
湖畔のナウマンゾウ化石発掘地

野尻湖の湖底および湖畔、また周囲の丘陵部では、旧石器時代から縄文時代草創期にかけての遺跡（周知の埋蔵文化財包蔵地）が38箇所ほど集中して分布しており、野尻湖遺跡群と総称されている。野尻湖湖底には立が鼻遺跡や杉久保遺跡があり、ナウマンゾウ・オオツノジカ等の骨のほか、石器・骨角器が出土している。

## 湖底堆積物
地球環境的な観点から重要な研究対象で、周辺で大きな工業活動がされていない為人間の活動の影響が少ないと考えられるほか、大きな流入河川が無く数万年間の気候変動と、周辺環境の変化を湖底に堆積物として残しているため多くの研究がされている。
その主な成果として、
1. 野尻湖の湖面水位変動は過去4.5万年間で8回の大きな変動があり+5mから-30mの変動幅で、地球規模の気候変動に対応しており、寒冷期には周辺降雪量が増加するため水位上昇していたこと考えられている[16]。
2. 湖底の泥の分析により、人口密集域に近い湖底ほど、銅、鉛、亜鉛などの濃度が高く離れるほど濃度が低くなる。つまり、野尻湖に於いても人間の経済活動による影響が大きいことを示した。

## 交通アクセス
- しなの鉄道北しなの線の黒姫駅から長電バスによる路線バス（急行バス、周遊バス、信濃町新交通バス）に乗車、野尻湖下車[17][18]。
- JR東日本北陸新幹線・飯山線の飯山駅から長電バスによる路線バス（急行バス）に乗車、野尻湖下車[17]。